# Rubus okinawensis
Rubus okinawensis är en rosväxtart som beskrevs av Gen-Iti Koidzumi. Rubus okinawensis ingår i släktet rubusar, och familjen rosväxter. Inga underarter finns listade i Catalogue of Life.